# 伊瑞西亞島
在托爾金（J. R. R. Tolkien）小說裡的中土大陸，伊瑞西亞島（Tol Eressëa）是一個大島，特有的梅苓樹（Mallorn）生長在伊瑞西亞島。伊瑞西亞島是精靈語，意思是「孤獨島」。伊瑞西亞島原本位於貝烈蓋爾海（Belegaer）中部，距離陸地甚遠。
烏歐牟（Ulmo）曾將伊瑞西亞島兩度前後移動，將精靈轉移至阿門洲（Aman），此後不再移動。伊瑞西亞島位於艾爾達瑪灣（Bay of Eldamar），帖勒瑞族（Teleri）住在伊瑞西亞島，直至他們前往澳闊隆迪（Alqualondë）。
第一紀元末，許多中土大陸的精靈都前往阿門洲，他們住在伊瑞西亞島。伊瑞西亞島的都城是艾佛隆尼（Avallónë）。
在托爾金早期的作品裡，盎格魯-撒克遜旅人到訪伊瑞西亞島，為《精靈寶鑽》埋下伏線。